# Známky života
Známky života (v anglickém originále Lifesigns) je devatenáctá epizoda druhé sezóny seriálu Star Trek: Vesmírná loď Voyager.

## Příběh
Poručík Tom Paris přichází pozdě na můstek a vypráví o tom, že musel pomoct rodit praporčíkovi Wildmanové. Nicméně Chakotay mu připomíná, že tento týden už přišel pozdě potřetí a dostává omluvu. Tuvok zachycuje tísňové volání malé lodi bez zbraňových systémů, na které je slabá známka života. Přichází kapitán Janewayová a poručík Kim zjišťuje, že na volající lodi je vidiánská žena. Na spojení loď neodpovídá a posádka prověřuje možnosti. Jiná loď podle skenerů v oblasti není a podle Tuvoka to tak nevypadá na past. Janewayová tak dává rozkaz uvědomit doktora a transportovat ženu na ošetřovnu. Při vyšetření konstatuje Kes, že žena je na pokraji zhroucení, a doktor ji začíná léčit. Orgány se stabilizují, ale mizí nervová struktura. V tom objevuje doktor implantát na temenní kosti ženy. Jde o velmi složitou síť bionervových obvodů z nanovláken, o neurokortikální stimulátor doplňující funkce vyššího mozku. Ten pracuje správně, ale mozek začíná umírat a doktor vymýšlí, jak to zvrátit. Přenese tak ženinu synaptickou strukturu do holopaměti dříve, než stihne příliš zdegradovat, a fyzické tělo dává do stáze. Má plán vytvořit jí potom holografické tělo, získat model jejího skutečného těla a na základě toho potom vymyslet léčbu jejího skutečného těla. Pro vytvoření holografického těla doktor použije nepoškozené chromozomy ze ženina mozku a vytvoří tak původní kód DNA. Tělo, které vytvořil, se od původního těla značně liší.
Chakotay mezitím zjišťuje, že žena byla na cestě do vidiánské kolonie vzdálené asi 10 světelných let a probírá to s kapitánem. Okolo kolonie bude Voyager prolétávat asi za 22 dní a kapitán má v úmyslu ženu vrátit po příletu jejím lidem. Chakotay si kapitánovi také stěžuje na neprofesionální chování poručíka Parise v poslední době. Kapitán mu ale dává důvěru, že si s problémem dobře poradí.
Doktor má s dobré výsledky s holografickým tělem a začíná přenášet ženiny poznávací a motorické funkce. Žena se probouzí a prohlíží si překvapeně svoje tělo. Doktor ji vysvětluje, jak tělo vytvořil a že jde jenom o holografickou projekci. Žena se zkoumá v zrcadle a pláče dojetím nad svou někdejší podobou, kterou změnila nemoc. Virus Phage byl u ženy zjištěn v 7 letech a v tu dobu ženě začali nahrazovat tkáně. Děkuje doktorovi a prozrazuje mu svoje jméno Danara Pelová. Líčí mu, jak se ocitla sama s tak vážnou nemocí bez zdravotního dozoru tak hluboko ve vesmíru. Byla léčit napadené virem Phage a při návratu do své kolonie se jí nemoc zhoršila. Jako hematoložka začíná dokotorovi pomáhat s léčbou.
Doktor žádá o pomoc poručíka Torresovou. Chce ji odebrat z temenního laloku v mozku vzorek kvůli odolnosti klingonského mozku vůči viru Phage. Chce jej implantovat do mozku pacientky a zpomalit tak šíření infekce, což by ji podstatně prodloužilo život. Torresová odmítá kvůli svým traumatickým zkušenostem, kdy na ní dělali pokusy, ale přimluví se sama pacientka a Torresová, ač nerada, souhlasí. Procedura přenesení tkáně je úspěšná a doktor navrhuje počkat jak se ujme a dočasně vypnout holografické tělo, aby zpomalil degradaci synaptické struktury. Pacientka chce ale zůstat bdělá a užít si, že má v dočasném novém těle spoustu energie. Doktor ji tak vezme do holografické místnosti do společnosti. Po pobavení se doktor vypíná pacientčin program alespoň na 8 hodin, aby ušetřil synaptické struktury.
Chakotay si v jídelně přisedá k Parisovi a ptá se ho jak se mu daří. Vysvětluje mu své obavy o jeho stav, které pramení z jeho posledního přístupu k práci. Paris jako důvod svého trápení udává Chakotayův přístup, kdy ho nenechává dělat svoji práci a nevěří jeho úsudku, a po krátké výměně názorů odchází. V tom se na scéně objevuje Kazon napojený na Maj Cullaha, který hovoří dálkově s Jonasem a chválí ho za způsobené rozbroje v posádce. Navíc ho žádá, aby způsobil ve stanovený čas poškození motorů Voyageru, což ale Jonas odmítá s tím, že Voyageru neuškodí a že pokud se mu to nelíbí, ať ho zkontaktuje Seska.
Doktor provádí autovyšetření, protože od té doby, co je na palubě pacientka, pociťuje výpadky koncentrace a podobné příznaky. Kes ale napadá, že by to mohla být láska, jenže doktorovi se tento stav nelíbí. Dostává radu, aby Danaře řekl, co k ní cítí. Při další operaci doktor Danaře řekne strojovou větou bez emocí, že ho přitahuje a chce vědět, jestli cítí Danara to samé. Danara se cítí zaskočená a odvětí, že nejlepší bude, když jejich vztah zůstane na profesionální úrovni. Doktor je zklamaný. Jde do holografické místnosti za Parisem a dává se s ním do řeči o svých nepříjemných pocitech z odmítnutí. Mezitím si povídá Kes s Danarou a zjišťuje, že se ji doktor také líbí a že mu neřekla co k němu cítí kvůli vylekání. Takovou domněnku potvrzuje i Paris doktorovi a vysvětluje mu principy romantiky. Ukazuje mu romantické holografické místo ve starém kabrioletu Chevrolet na vyhlídce nad městem na Marsu, kam doktor Danaru pozve a kde mohou být sami. Během schůzky dojde i k polibku.
Paris opět přichází pozdě na můstek a zjišťuje, že jeho místo už zaujmul pan Grimes. Chakotay ho posílá z můstku a Paris s ním má krátkou výměnu názorů, po které ho strčí na zem. Kapitán Janewayová dává Tuvokovi rozkaz, aby odvedl pana Parise do vězení. Jonas mezitím telefonuje se Seskou a ta mu opakuje přání, aby vyřadil motory. Říká mu, že chce, aby ji pomohl dostat se na Voyager, že nechce svoje dítě vychovávat na kazonské lodi. Dává mu ultimatum, že pokud jí nepomůže, bude trpět tak jako ostatní. Dává mu instrukce.
V léčbě Danary se objevují komplikace a její mozek odmítá implantát, což znemožňuje přenos vědomí zpět do fyzického těla. Vyplývá na povrch, že si Danara aplikovala nitoxinol s úmyslem zabít své tělo, protože se do něj nechce vrátit. Přesvědčuje doktora, že chce žít raději 2 dny normálně než kdovíjak dlouho se svou nemocí. Doktor na ní naléhá, aby zůstala živá, že jeho láska není závislá na jejím vzezření a že s ní chce strávit tolik času, kolik jen půjde. Danara nakonec souhlasí a místo několika dní jim spolu zbývá asi 12 dní až do příletu na kolonii, kde bude muset Danara jít pomáhat svým lidem. Další jejich schůzka probíhá v holografické místnosti a Danara přichází se svým nemocným, zjizveným tělem. Doktor spouští hudbu a dává se s Danarou do tance.